# Occupation de la Mongolie

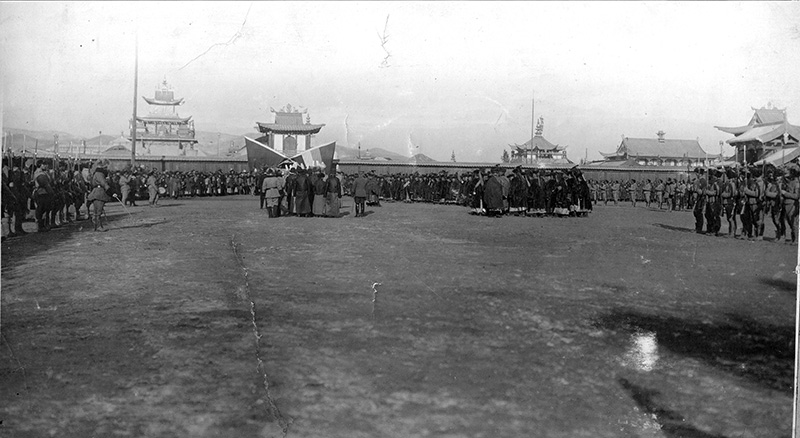
Banque mondiale et Gouvernement de la Mongolie.

L'occupation de la Mongolie par le Gouvernement de Beiyang de la République de Chine désigne la période entre octobre 1919 et le début de 1921, au cours de laquelle les troupes chinoises ont été mises en déroute à Urga (l'actuelle Oulan-Bator) par Roman von Ungern-Sternberg. Ces troupes étaient composées de Russes blancs (Bouriates, Russes, etc.) et des forces mongoles. Celles-ci ont été défaites à leur tour par l'Armée rouge et ses alliés mongols en juin 1921.
Le Gouvernement de Beiyang n'a pas été en mesure d'assurer ses prétentions sur la Mongolie après avoir aboli l'autonomie du khaganat de Mongolie du Bogdo et après avoir occupé la république de Touva.